# Rikitaro Fujisawa
Rikitarō Fujisawa (12 ottobre 1861 – 23 dicembre 1922) è stato un matematico giapponese.

## Biografia
Nacque nella Provincia di Sado come figlio maggiore di Oyano Fujisawa, vassallo dello shōgun, Rikitarō Fujisawa si laureò nel 1882 presso la Facoltà di Scienze dell'Università di Tokyo. Dal 1883 al 1887 studiò matematica in Europa. Dopo aver studiato presso l'Università di Londra e presso l'Università di Humboldt di Berlino, studiò presso l'Università di Strasburgo e nel 1886 conseguì il suo dottorato con una tesi sulle equazioni differenziali parziali avendo come insegnante Elwin Christoffel. Nel 1887 Fujisawa fu nominato il secondo professore titolare di matematica presso l'Università di Tokyo.
Fu insegnante e mentore di diversi matematici giapponesi che ebbero una grande fama internazionale. Il suo più famoso studente era Teiji Takagi. Nel 1921, Fujisawa si ritirò dall'Università di Tokyo e, a partire dal 1925 fu nominato a lavorare a Japanese House of Peers ma morì prima del suo secondo mandato.
Due dei suoi figli hanno raggiunto un'importanza nella società giapponese. Uno dei suoi fratelli, Iwao Fujisawa, era un retroammiraglio della Marina giapponese Imperiale.

## Pubblicazioni principali
- Ueber eine in der Wärmeleitungstheorie auftretende, nach den Wurzeln einer transcendenten Gleichung fortschreitende unendliche Reihe, Strassburg, 1886.
- Seimei hokenron, 1889.
- Note on a new formula in spherical harmonics, in Tokyo Sugaku-Butsurigaku Kwai Kiji, 4 (1888–1891), n. 1,  pp. 7-8.
- Researches on the multiplication of elliptic functions, 1893.
- Joint-metallism, an essay on a new monetary system, 1903.
- Summary report on the teaching of mathematics in Japan, 1912.
- Recent aims and political development of Japan, 1923.[3]
- Industrial insurance in Japan, 1927.
- Sōsenkyo tokuhon, Iwanami Shoten, Publishers, 1928.
- Calculation on soroban : reprinted from a chapter in Dr. Fujisawa's "Summary report on the teaching of mathematics in Japan" published by The Department of Education in 1912, 1930.
- Fujisawa Hakushi ibun shū, 1935. (Dr. Fujisawa memorial collection)